# Stazione di Tenryūgawa
La stazione di Tenryūgawa (天竜川駅 Tenryūgawa-eki?) è una stazione ferroviaria della città di Hamamatsu, situata nel quartiere di Higashi-ku, nella prefettura di Shizuoka in Giappone. La stazione è servita dalla linea principale Tōkaidō della JR Central.

## Linee
JR Central
■ Linea principale Tōkaidō

## Caratteristiche
La stazione di Tenryūgawa possiede due marciapiedi a isola serventi quattro binari in superficie, ed è dotata di tornelli automatici di accesso ai binari che supportano la tariffazione elettronica TOICA. I due binari interni sono quelli di corsa, utilizzati dai treni, mentre i due esterni, in deviata, fungono da binari di servizio.
| 1 | Binario di servizio        |                                   |
| 2 | ■ Linea principale Tōkaidō | per Kakegawa, Shizuoka e Atami    |
| 3 | ■ Linea principale Tōkaidō | per Hamamatsu, Toyohashi e Nagoya |
| 4 | Binario di servizio        |                                   |

## Stazioni adiacenti
| «                                     | Servizio                              | »                                     |
| Linea principale Tōkaidō (JR Central) | Linea principale Tōkaidō (JR Central) | Linea principale Tōkaidō (JR Central) |
| ------------------------------------- | ------------------------------------- | ------------------------------------- |
| Toyodachō                             | Locale                                | Hamamatsu                             |
| L'Homeliner non ferma                 |                                       |                                       |